# Коробов, Яков Фёдорович
Яков Фёдорович Коробов (Иаков Фёдорович Коробов; ум. после 1481) — новгородский посадник.
Как и его брат Казимер, был новгородским посадником в самую бедственную для Новгорода эпоху — с 1476 по 1481 год.
В 1476 году вместе с архиепископом Феофилом и 1478 году, когда московские войска подошли к Новгороду, участвовал в посольствах к Ивану III. В совещаниях с московскими боярами об условиях подчинения Новгорода Москве Яков Фёдорович принимал деятельное участие, выговаривал разные старинные новгородские права относительно владычных и посадничих судов и вотчинных боярских прав, а после решительного ответа великого князя бил челом последнему о принятии его в службу и целовал ему крест.